# J. E. H. MacDonald
James Edward Hervey MacDonald (12 de maio de 1873 - 26 de novembro de 1932) também conhecido como J. E. H. MacDonald, foi um pintor canadense e um dos fundadores e membro do Grupo dos Sete. Ele foi pai do ilustrador Thoreau MacDonald.

## Vida

### Primeiros anos
MacDonald nasceu em 12 de maio de 1878 em Durham, Inglaterra entre uma mãe inglesa e um pai canadense, que era um marceneiro. Em 1887, aos 14 anos, ele imigrou com sua família para Hamilton, Ontário. Naquele ano, ele começou seu primeiro treinamento como artista na Hamilton Art School, onde estudou sob a supervisão de John Ireland e Arthur Heming. 
Em 1889, eles se mudaram para Toronto, onde estudou arte e se tornou ativo na Toronto Art Student League. 
Continuou seu treinamento na Faculdade de Arte e Design do Centro de Ontário, onde estudou com George Agnew Reid e William Cruikshank.
Em 1895, MacDonald assumiu o cargo de designer comercial da Grip Ltd, uma importante empresa de arte comercial. Ele incentivou o artista Tom Thomson a desenvolver suas habilidades como pintor. 
Em 1899, MacDonald se casou com Joan Lavis, e dois anos depois eles tiveram um filho, Thoreau. MacDonald trabalhou como designer na Grip Ltd até 1903, depois no Carlton Studio, em Londres, de 1903 a 1907, e retornou à Grip Ltd em 1907. Na Carlton, ele trabalhou com Norman Mills Price, William Tracy Wallace e Albert Angus Turbay.

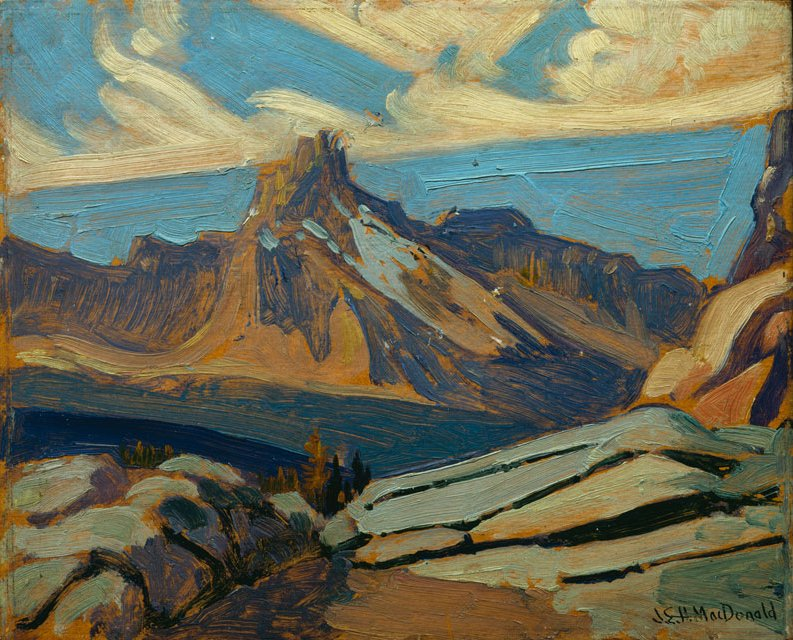
J.E.H. MacDonald - Cathedral Mountain (1927)

### Início da Carreiro como Artista
Em 1911, MacDonald renunciou a sua posição como Grip Ltd e mudou-se com a sua família para Thornhill, Ontário, para prosseguir uma carreira como artista paisagista. Para complementar a sua renda, ele trabalhou ocasionalmente como designer freelancer até 1921. 
Depois de desenvolver seu próprio estilo para o gênero, ele organizou um show de seu trabalho no Arts and Letters Club de Toronto em novembro de 1911. O companheiro Lawrence Harris é membro da Royal Canadian Academy of Arts e ficou tão impressionado com o trabalho de MacDonald que ele conseguiu trabalhar juntos. Harris incentivou MacDonald a continuar a pintar e mostrar seu trabalho sempre que possível. No ano seguinte, eles organizaram sua primeira exposição conjunta. Em 1912, MacDonald foi amplamente reconhecido por suas contribuição para a Sociedade de Artistas de Ontário.
Em janeiro de 1913, MacDonald e Harris viajaram para a Albright Art Gallery em Buffalo, Nova York, onde participaram de uma exposição de pinturas de paisagem impressionista escandinava. Os dois artistas sentiram que a abordagem desinibida do deserto escandinavo do norte poderia ser adotada por pintores canadenses para criar uma forma canadense única de arte paisagística. Mais tarde naquele ano, os artistas comerciais com sede em Toronto começaram a mostrar interesse no potencial da expressão canadense original. 
Esses artistas começaram a se reunir em torno de MacDonald e Harris. Na primavera de 1913, MacDonald escreveu para A. Y. Jackson, convidando-o a vir a Toronto, o que ele fez em maio.
Em maio de 1916, MacDonald exibiu o Jardim Tangled na Sociedade de Artistas de Ottawa. Foi uma pintura pós-impressionista bastante convencional de girassóis, mas que os críticos canadenses rejeitaram.
Cumpridos com a mistura suave e os tons silenciosos das artes acadêmicas canadenses, os críticos ficaram surpresos com a intensidade das cores. O crítico de arte do Toronto Daily Star chamou de "uma massa incoerente de cores". Críticos de arte hostis depois identificaram MacDonald por ataques na imprensa.
No outono de 1918, MacDonald, Harris e outros artistas interessados em sua nova abordagem canadense para pintar no distrito de Algoma, no Lago Superior, em um automóvel de Algoma Central Railway especialmente equipado, que funcionava como um estúdio de artista móvel. O grupo engataria seu carro para treinar pela área, e quando encontraram uma localização cênica, eles iriam desvendar e passar tempo explorando e pintando a região selvagem. MacDonald retornaria a Algoma com seus colegas para os próximos vários outonos. Essas viagens produziriam algumas de suas pinturas mais aclamadas, incluindo Mist Fantasy, Sand River, Algoma (1920) e The Solene Land (1921).

### Grupo dos Sete
Em 1920, MacDonald co-fundou o Grupo dos Sete, que se dedica a promover uma arte canadense distinta entrando em contato com a paisagem. Os outros membros fundadores foram Frederick Varley, A. Y. Jackson, Lawrence Harris, Frank Johnston, Arthur Lismer e Franklin Carmichael. MacDonald trabalhou com Lismer, Varley, Johnston e Carmichael na empresa de design Grip Ltd. em Toronto. Juntos, eles iniciaram o primeiro grande movimento de arte nacional canadense, produzindo pinturas diretamente inspiradas pela paisagem canadense.
Todo verão a partir de 1924, MacDonald viajava para as Montanhas Rochosas canadenses para pintar as paisagens montanhosas que dominavam seu trabalho posterior. Por esta altura, ele se tornara algo alienado do resto do Grupo dos Sete, já que muitos dos membros mais novos começaram a pintar de maneira mais abstrata.

### Últimos anos
A partir de 1928 até a sua morte, MacDonald serviu como diretor do Ontario College of Art e pintou com menos frequência e sucesso.
Hoje, porém, MacDonald é visto com muita admiração por sua arte.
MacDonald sofreu um acidente vascular cerebral (AVC) em 1931, e passou o verão seguinte se recuperando em Barbados. Ele morreu em Toronto em 26 de novembro de 1932 aos 59 anos de idade. Ele foi enterrado no Prospect Cemetery, em Toronto.

## Galeria

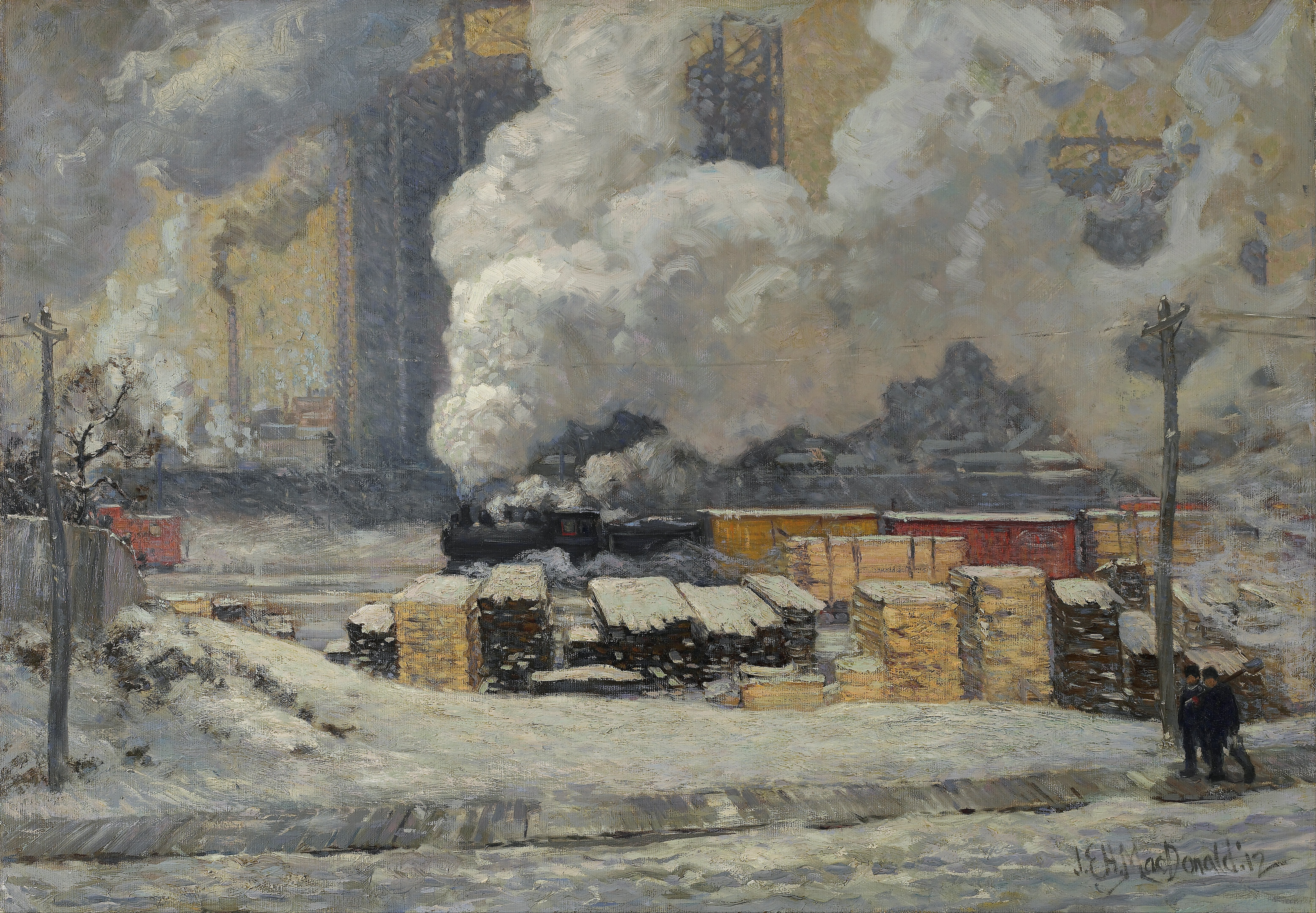
Tracks and Traffic, 1912
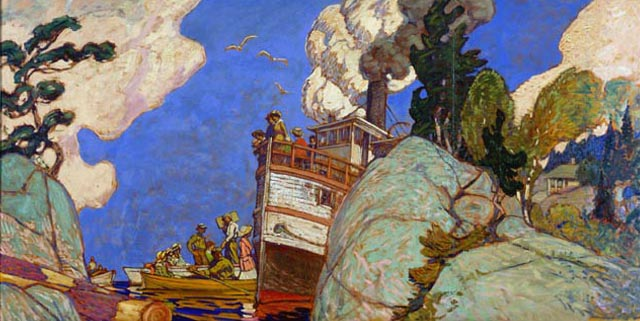
The Supply Boat, 1915–16
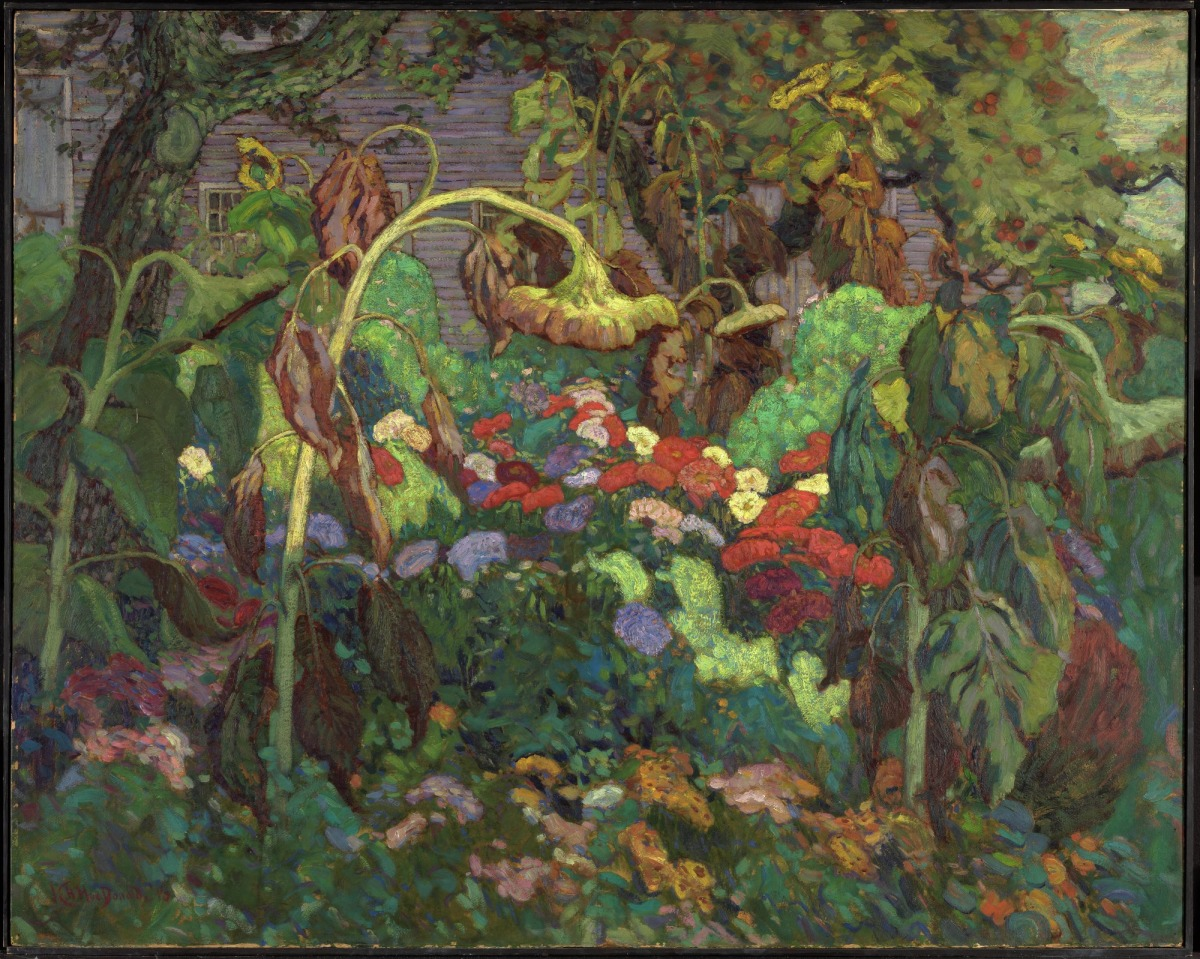
The Tangled Garden, 1916
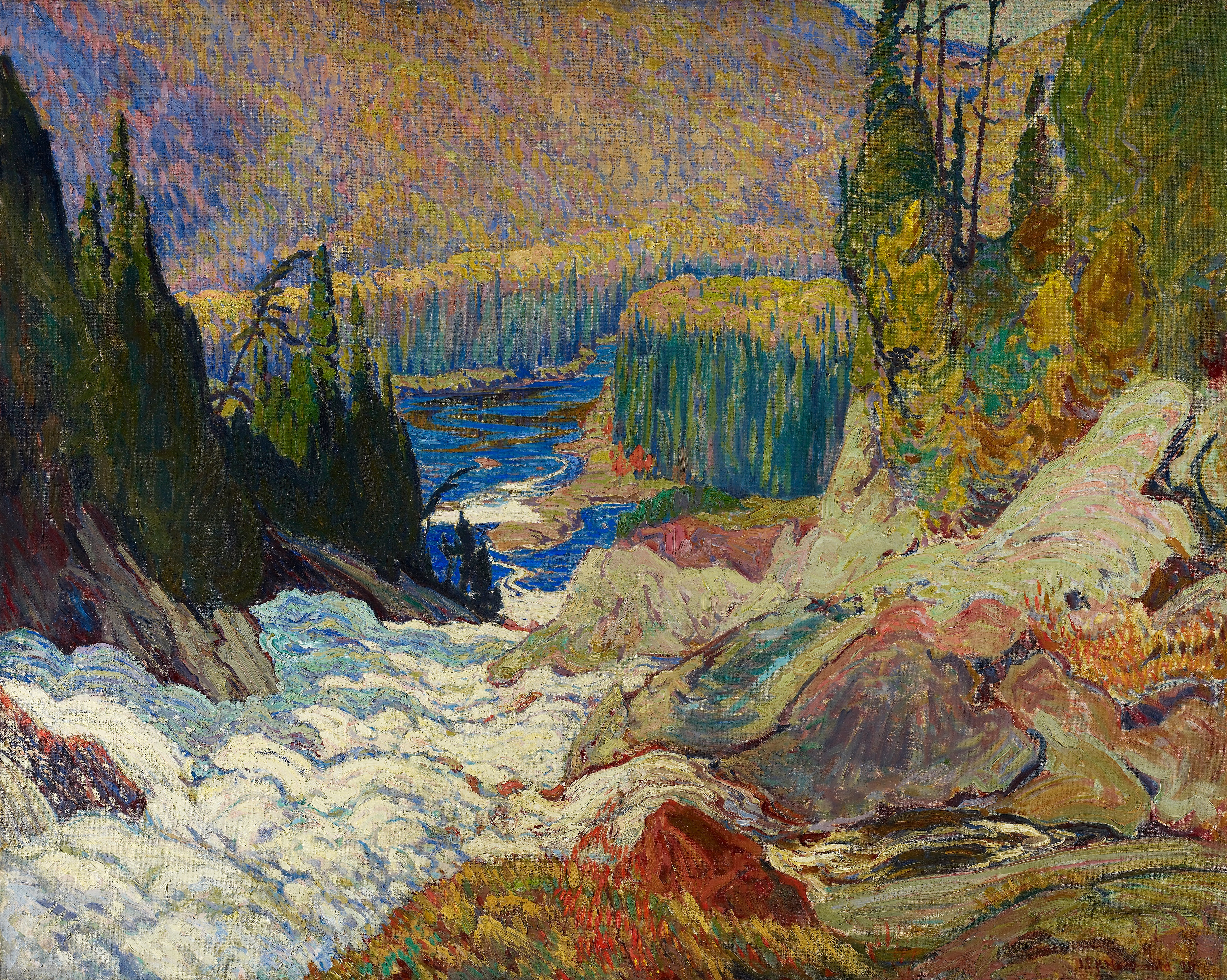
Falls, Montreal River, 1920
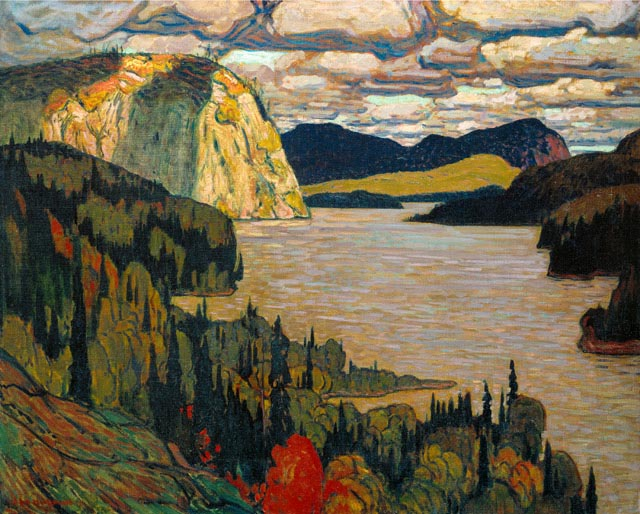
The Solemn Land, 1921
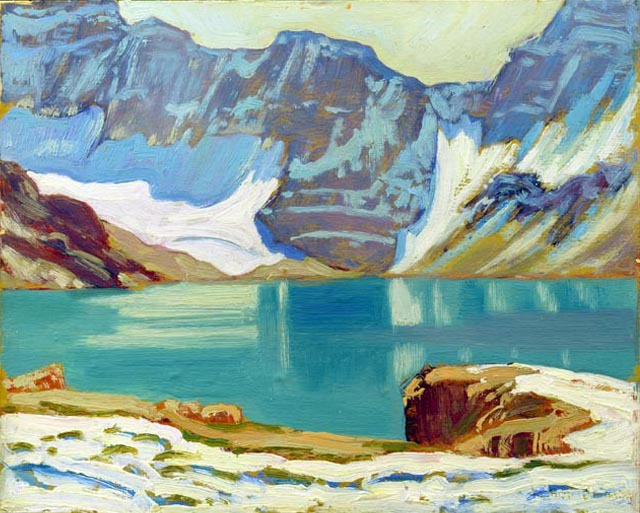
Lake McArthur, Yoho Park, 1924
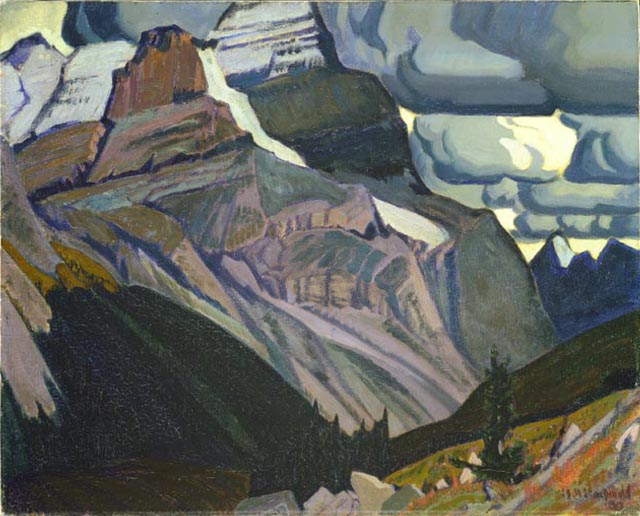
Dark Autumn, Rocky Mountains, 1930
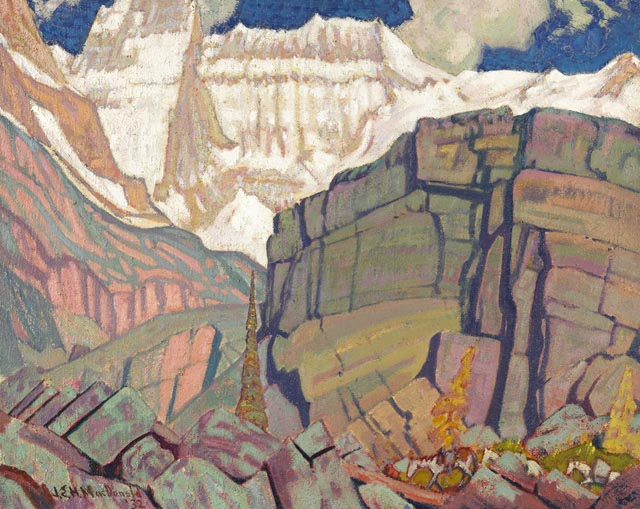
Mount Lefroy, 1932
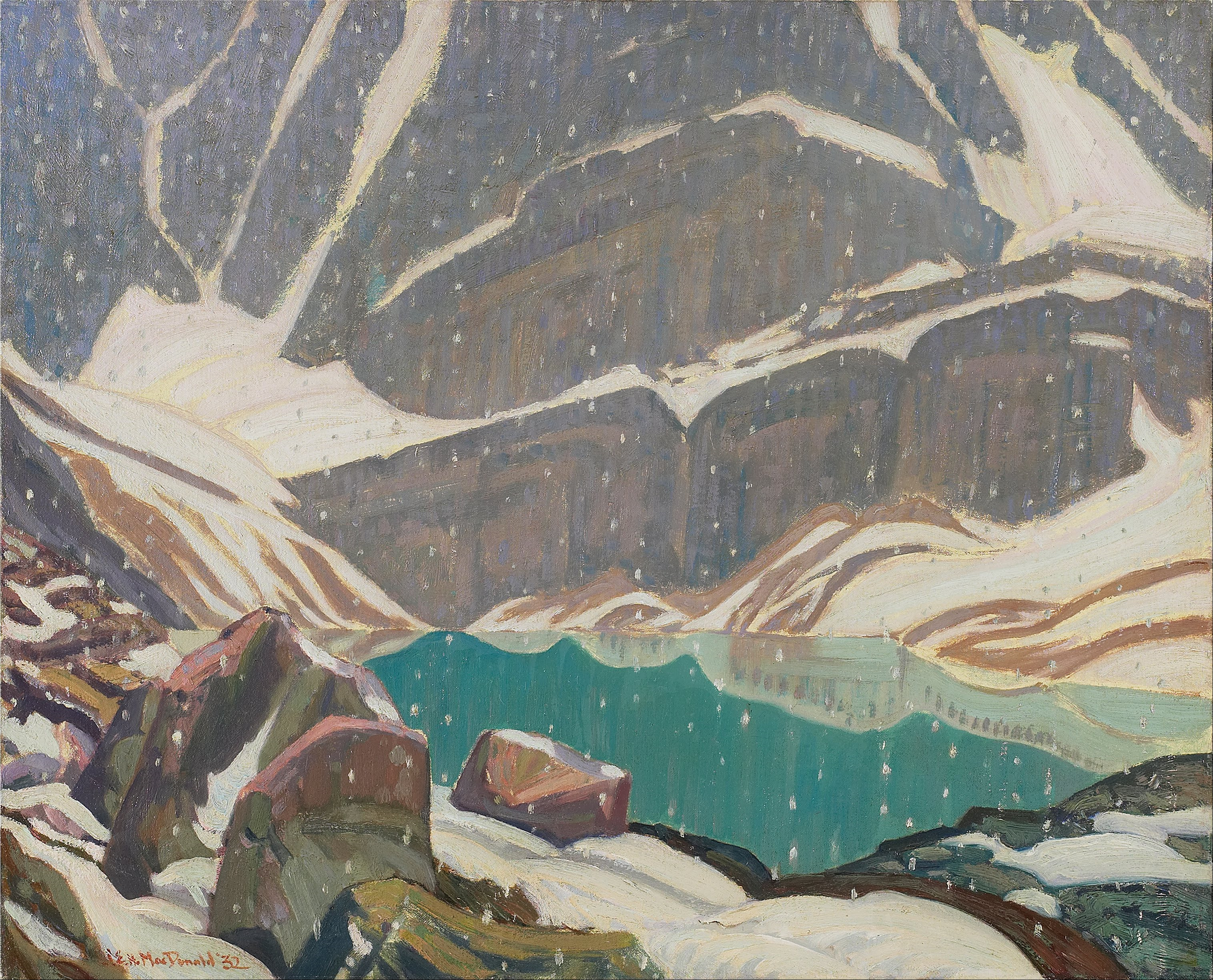
Mountain Solitude, Lake Oesa, 1932